# Poliuto

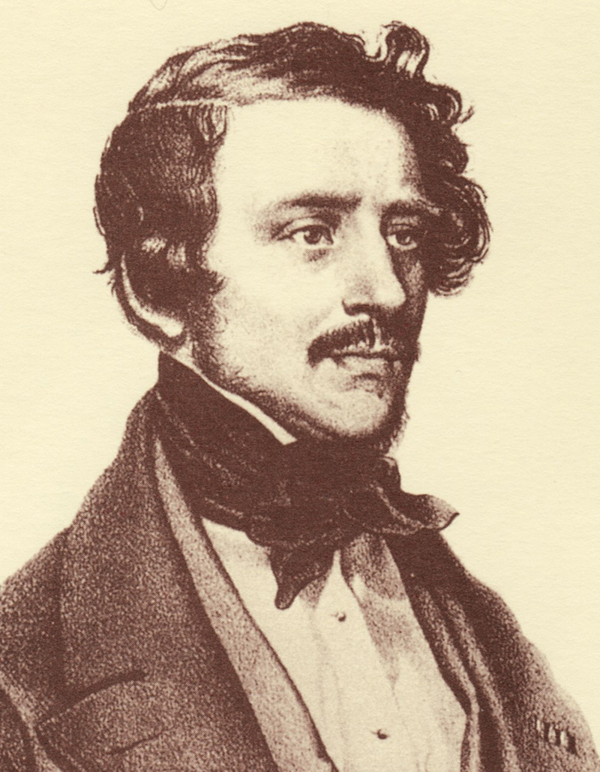
Gaetano Donizetti.

Poliuto är en italiensk opera i tre akter med musik av Gaetano Donizetti och libretto av Salvatore Cammarano efter tragedin Polyeucte av Pierre Corneille (1640). Sankt Polyeuctus var en tidig kristen martyr.

## Historia
Donizetti hade skrivit Poliuto redan 1838, men kungen av Neapel, Ferdinand II av Bägge Sicilierna, förbjöd den mitt under pågående repetition med motivering att operan visade ett kristet helgon som led martyrskap. Efter att Donizetti flyttade till Paris på hösten 1838 arrangerade och utökade han partituret, medelst en fransk text av Eugène Scribe, till en fullödig fransk grand opéra i fyra akter. Trots att han behöll 80% av originalmusiken innehöll den nya musiken en ouvertyr (vars ena del skulle sjungas av kören bakom ridån), några köravsnitt, arior och den obligatoriska baletten. Under titeln Les martyrs framfördes operan på Parisoperan den 10 april 1840.
Slutligen nådde Poliuto fram till Teatro San Carlo i Neapel, som den var skriven för, den 30 november 1848. Då var Donizetti redan död.

## Personer
- Poliuto, en romersk konvertit till kristendomen (tenor)
- Paolina, Poliutos hustru (sopran)
- Severo, romersk prokonsul (baryton)
- Felice, Paolinas fader, guvernör av Armenien (tenor)
- Callistene, Jupiters överstepräst (bas)
- Nearco, en kristen, Poliutos vän (tenor)
- En kristen (tenor)

## Handling
Mytilene ca 259 e.Kr.
Paolina har varit förlovad med Severo men tror att han är död, och därför har hon gift sig med Poliuto som har övergått till kristendomen. Då Severo oväntat återvänder till Mytilene som prokonsul bönfaller hon honom att respektera hennes äktenskap, men Poliuto tror ändå att hon har bedragit honom. För att rädda de kristnas ledare Neacaro röjer Poliuto att han själv är kristen och döms till martyrdöden, och Paolina blir så gripen av hans orubbliga tro att hon följer honom i döden.